# Pierre Folle (Plessé)
Pour les articles homonymes, voir Pierre Folle.
La Pierre Folle est un menhir situé dans la commune de Plessé dans le département de la Loire-Atlantique.

## Localisation
La Pierre Folle se trouve dans la partie sud-ouest de la commune, à environ 3 km du bourg de Plessé, près de la route D2 menant de Plessé à Guenrouet, non loin du lieudit Saint-Clair et, au delà de l'Isac, du bourg de Guenrouet (à environ 1 km). 

## Description
Ce menhir est constitué d'une dalle de quartzite mesurant 2,38 m de hauteur pour une largeur de 2,15 m et une épaisseur moyenne de 0,65 m.

## Folklore
Il est aussi appelé « Gravelle de Gargantua » : selon la légende contée par un paysan à l'historien Pitre de Lisle, il s'agit d'un caillou que le géant Gargantua aurait trouvé dans sa chaussure et jeté dans le panier d'une marchande de poissons passant par là, qui se serait trouvée ensevelie dessous.